# Olympische Sommerspiele 2004/Teilnehmer (Costa Rica)
| Gelbes Symbol für Goldmedaillen mit stilisierten Olympischen Ringen | Graues Symbol für Silbermedaillen mit stilisierten Olympischen Ringen | Braundes Symbol für Bronzemedaillen mit stilisierten Olympischen Ringen |
| ------------------------------------------------------------------- | --------------------------------------------------------------------- | ----------------------------------------------------------------------- |
| —                                                                   | —                                                                     | —                                                                       |

Costa Rica nahm an den Olympischen Sommerspielen 2004 in Athen mit einer Delegation von 20 Sportlern (17 Männer und 3 Frauen) teil.

## Teilnehmer nach Sportarten

### Fußball
| Name                      | Disziplin | Ergebnis      |
| ------------------------- | --------- | ------------- |
| Jairo Arrieta             | Team      | Viertelfinale |
| Pablo Brenes              | Team      | Viertelfinale |
| Junior Díaz               | Team      | Viertelfinale |
| Neighel Drummond          | Team      | Viertelfinale |
| Warren Granados           | Team      | Viertelfinale |
| Carlos Hernández Valverde | Team      | Viertelfinale |
| José Luis López Ramírez   | Team      | Viertelfinale |
| Roy Myre                  | Team      | Viertelfinale |
| Álvaro Saborío            | Team      | Viertelfinale |
| Pablo Salazar             | Team      | Viertelfinale |
| Eric Scott                | Team      | Viertelfinale |
| Michael Umaña             | Team      | Viertelfinale |
| José Villalobos           | Team      | Viertelfinale |
| Whayne Wilson             | Team      | Viertelfinale |

### Judo
- David Fernández
Superleichtgewicht (bis 60 kg) Männer: Vorrunde

### Radsport
- José Adrián Bonilla
Mountainbike, Cross Country Männer: 26. Platz

- Karen Matamoros
Mountainbike, Cross Country Frauen: 23. Platz

### Schießen
- Grettel Barboza
Luftpistole 10 m Frauen: 35. Platz

### Schwimmen
- Claudia Poll
200 Meter Freistil Frauen: Halbfinale
400 Meter Freistil Frauen: Vorläufe

### Taekwondo
- Kristopher Moitland
Klasse über 80 kg Männer: Viertelfinale